# Диомедова острва
65° 46′ N 169° 00′ W / 65.767° С; 169.000° З
Диомедова острва (енгл. Diomede Islands, рус. острова Диомида, острова Гвоздёва) су два мала острва у центру Беринговог мореуза око 35 km од Чукотског полуострва и Аљаске. Открио их је В. Ј. Беринг 16. августа 1728. године на дан Св. Диомеда па им је по њему дао име. Међусобно су удаљени 4.160 m.
Велики Диомед, којег су староседеоци Ескими звали Имаклик што значи окружен водом, је површине 10 km² и припада Русији. Зову га и Ратманово острво у част поморског официра Макара Ратмана. На њему је важна метеоролошка станица. 
Мали Диомед или на језику Ескима Иналик што значи супротан, површине од 6 km², као и стена (енгл. Fairway, рус. Фзрузи) припадају САД. Зову га и Круженштерново острво по руском адмиралу И. А. Ф Крузенштерну. 
Између Великог и Малог Диомеда пролази датумска граница, тако да се ова два острва разликују по датуму за 1 дан. Једино стално насеље налази се на острву Мали Диомед и броји око 100 становника, претежно Чукча. 